# Locky
Locky — сетевой червь и программа-вымогатель денежных средств, атакующая операционные системы Microsoft Windows и Mac OS. Массовое распространение получила в 2016 году. Распространяется с помощью электронной почты (под видом выставленного счета, который требует оплаты) с приложенным документом Microsoft Word, содержащим вредоносные макросы. Является трояном шифрования, который шифрует файлы зараженных компьютеров. В результате вымогатели пытаются получить выкуп за расшифровку от пользователей зараженных компьютеров.

## Метод атаки
Механизм заражения заключается в получении электронного письма с вложенным документом Microsoft Word, содержащий вредоносный код. При открытии файл предлагает пользователю включить макросы для просмотра документа. Включение макросов и открытие документа запускают вирус Locky. После запуска вируса он загружается в память системы пользователей, шифрует документы в виде файлов hash.locky. Первоначально для зашифрованных файлов использовалось только расширение файла .locky. Впоследствии были использованы другие расширения файлов, в том числе .zepto, .odin, .aesir, .thor и .zzzzz. После шифрования сообщение (отображаемое на рабочем столе пользователя) инструктирует их загрузить браузер Tor и посетить конкретный веб-сайт, предназначенный для преступных целей, для получения дополнительной информации. Веб-сайт содержит инструкции, требующие выплаты от 0,5 до 1 биткойна (по состоянию на ноябрь 2017 года стоимость одного биткойна варьируется от 9 000 до 10 000 долларов США через обмен биткойнов). Поскольку у преступников есть закрытый ключ и удаленные серверы контролируются ими, жертвы мотивированы платить за расшифровку своих файлов.

## Обновления
22 июня 2016 году компания Necurs выпустила новую версию Locky с новым компонентом загрузчика, который включает несколько методов, позволяющих избежать обнаружения, таких как обнаружение, работает ли он на виртуальной машине или на физической машине, и перемещение кода инструкции.
Со времени выпуска Locky было выпущено множество вариантов, которые использовали различные расширения для зашифрованных файлов. Многие из этих расширений названы в честь богов скандинавской и египетской мифологии. При первом выпуске расширение, используемое для зашифрованных файлов, было .Locky.Другие версии использовали для зашифрованных файлов расширения .zepto, .odin, .shit, .thor, .aesir и .zzzzz. Текущая версия, выпущенная в декабре 2016 года, использует расширение .osiris для зашифрованных файлов.

## Распространение
С момента выпуска вымогателей было использовано много разных методов распространения. Эти методы распространения включают в себя наборы эксплойтов, вложения Word и Excel с вредоносными макросами, вложения DOCM и вложенные JS-вложения.

## Шифрование
Locky использует RSA-2048 + AES-128 с режимом ECB для шифрования файлов. Ключи генерируются на стороне сервера, что делает невозможным ручное дешифрование, а Locky Ransomware может шифровать файлы на всех жестких дисках, съемных дисках, сетевых дисках и дисках RAM.

## Распространенность
Сообщается, что на 16 февраля 2016 года Locky был разослан около полумиллиона пользователей, и сразу после того, как злоумышленники увеличили их распространение среди миллионов пользователей. Несмотря на более новую версию, данные Google Trend показывают, что инфекции прекратились примерно в июне 2016 года.

## Известные инциденты
18 февраля 2016 года Голливудский пресвитерианский медицинский центр заплатил выкуп в размере 17 000 долларов США в виде биткойнов за ключ расшифровки данных пациента.
В апреле 2016 года компьютеры Дартфордского научно-технического колледжа  были заражены вирусом. Студент открыл зараженную электронную почту, которая быстро распространила и зашифровала многие школьные файлы. Вирус оставался на компьютере в течение нескольких недель. В конце концов им удалось удалить вирус с помощью функции восстановления системы для всех компьютеров.
Компании Microsoft удалось захватить шесть миллионов доменных имен, используемых ботнетом Necurs.

## Пример заражённого сообщения
Dear (random name):
Please find attached our invoice for services rendered and additional disbursements in the above-mentioned matter.
Hoping the above to your satisfaction, we remain
Sincerely,
(random name)
(random title)